# Battaglia del fiume Diyala
La battaglia del fiume Diyala ebbe luogo nel 693 a.C. tra le forze dell'Impero neo-assiro e gli Elamiti dell'Iran meridionale.

## Contesto
Dal IX secolo a.C., gli Assiri avevano ampliato il loro dominio dalla Mesopotamia settentrionale alla Giudea ed alle terre di Babilonia. Dopo aver sconfitto i Babilonesi nel 689 a.C., il re assiro Sennacherib (regno 705-681 a.C.) cercò di punire il regno di Elam per il sostegno a Babilonia.

## La battaglia
Prima della battaglia, Sennacherib aveva saccheggiato un certo numero di insediamenti elamici nel 694 a.C. nel tentativo di affermare la sua autorità sulla regione. Nonostante ciò, gli Elamiti, con i loro alleati Caldei, riuscirono a formare un esercito e incontrarono le forze assire di Sennacherib nel 693 a.C. presso il fiume Diyala.
Secondo il racconto assiro della battaglia, gli Elamiti furono pesantemente sconfitti. Tuttavia, molti storici ritengono che gli Assiri abbiano subito pesanti perdite poiché non riuscirono a lanciare alcuna invasione nel 692 a.C. Sempre in quell'anno, dovettero invece fronteggiare una rivolta babilonese che coinvolse nuovamente gli Elamiti (vedi Battaglia di Halule).
Nel 647 a.C., gli Assiri tornarono e questa volta distrussero il Regno di Elam.

### Fonti
- Cronache babilonesi - ed. standard in (EN) Grayson AK, Assyrian and Babylonian Chronicles, 1975, ISBN 978-1575060491.
- Prisma di Sennacherib (ed. in Luckenbill)

### Studi
- Grant RG, Battle: A Visual Journey Through 5,000 Years of Combat, 2005, ISBN 9780756613600.
- Luckenbill DD, The Annals of Sennacherib, University of Chicago Press, 1924, OCLC 506728.
- Mistrini V, Gli assiri : la prima superpotenza dell'Oriente Antico, Gorizia, LEG, 2022.